# كولينز هاربور
كولينز هاربور (بالإنجليزية: Collins Harbour)‏() هو خليج يربط بين الساحل الجنوبي لجزيرة الملك جورج مباشرة مع شرق شبه جزيرة فيلدز، في جزر جنوب شتلاند، أنتارتيكا. يظهر الأسم على رسم البياني للجيولوجي الأسكتلندي ديفيد فيرغسون، الذي رسم الخليج تقريبًا بين عامي 1913-1914، لكنه قد يعكس تسمية سابقة.
تقع محطة بيلينغسهاوزن في هذه المنطقة.